# Фрирайд (зимовий)
Фрирайд (англ. freeride, від free — вільний та ride — їзда) — стиль катання на сноуборді або гірських лижах, який полягає у спуску з природних гірських схилів поза підготовленими трасами. Фрирайд вважається квінтесенцією гірськолижного спорту та сноубордингу, оскільки саме при катанні по незайманому снігу (цілині або «паудеру») якнайповніше розкриваються всі можливості спорядження та навички спортсмена. Ця дисципліна поєднує в собі свободу вибору маршруту, єднання з природою та високий рівень ризику, що вимагає від райдерів не лише відмінної технічної підготовки, а й знань з лавинної безпеки та вміння орієнтуватися в горах.

## Види фрирайду
Фрирайд охоплює кілька напрямків, що розрізняються за способом доступу до схилів та характером місцевості.
- Сайдкантрі (англ. Sidecountry) або Ізі-фрирайд — катання поблизу гірськолижних курортів з використанням підйомників для набору висоти. Це найдоступніший вид фрирайду, що дозволяє швидко дістатися до необкатаних схилів, не віддаляючись значно від інфраструктури, яка залишається під боком (житло, медпункт, рятувальники)[5].

- Беккантрі (англ. Backcountry) — катання у віддалених гірських районах, куди неможливо дістатися за допомогою підйомників. Доставка до точки старту відбувається власними силами або за допомогою спецтехніки. Цей напрямок включає[5]:
  - Бутпакінг (англ. Bootpacking): підйом на схил пішки, коли лижі або сноуборд кріпляться до рюкзака. Зазвичай застосовується для відносно коротких підйомів.
  - Скі-тур (англ. Ski touring) та Сплітбординг (англ. Splitboarding): підйом на спеціальних лижах або сноуборді, що розділяється на дві частини (сплітборд). Використання камуса (спеціальної стрічки, що наклеюється на ковзну поверхню) запобігає ковзанню назад під час підйому. Цей вид фрирайду дає максимальну свободу у виборі маршрутів, оскільки не залежить від інфраструктури[6].
  - Кетскіїнг (англ. Catskiing): для підйому на гору використовується ратрак (снігоущільнювальна машина) з пасажирською кабіною. Це дозволяє здійснювати велику кількість спусків за день без значних фізичних зусиль з боку райдерів[6].
  - Хелі-скі (англ. Heli-skiing): найелітніший та найдорожчий вид фрирайду, де для доступу до найвіддаленіших та незайманих схилів використовується гелікоптер[7].

- Біг-маунтін (англ. Big Mountain) — катання по крутих (понад 35-45 градусів) та складних схилах великих гір, що часто включає подолання скельних ділянок, вузьких кулуарів та стрибки з природних перешкод. Цей напрямок є основою змагального фрирайду[8].

## Необхідні навички та безпека
Фрирайд є екстремальним видом спорту з високим рівнем ризику, пов'язаним насамперед із небезпекою сходження лавин. Безпечне катання поза трасами вимагає комплексної підготовки.

### Рівень катання та фізична підготовка
Переходити до фрирайду варто лише після повного освоєння червоних та чорних трас. Необхідно впевнено контролювати лижі чи борд на різних типах снігу, вміти миттєво реагувати на перешкоди та «читати» схил, обираючи безпечну лінію спуску. Фрирайд, особливо скі-тур та бутпакінг, вимагає доброї фізичної форми та витривалості.

### Погодні умови та лавинна безпека
Ключовою умовою безпеки є вміння аналізувати погоду та стан снігового покриву.
- Погода: Катання варто планувати відповідно до прогнозу погоди, враховуючи температуру, опади, хмарність та швидкість вітру. Хороша видимість є критично важливою, оскільки в тумані або в умовах «плаского світла» легко втратити орієнтацію, не помітити небезпеку або з'їхати небезпечним схилом[5].
- Лавинна небезпека: Перед виходом необхідно перевіряти рівень лавинної небезпеки за спеціалізованими бюлетенями (наприклад, від сніголавинних станцій). Райдер повинен знати основні фактори, що впливають на стабільність снігу (крутизна схилу, експозиція, температура, вітер), та дотримуватись правил пересування лавинонебезпечними ділянками (по одному, дотримуючись дистанції, без різких рухів)[9].

### Команда та гіди
Фрирайд — це командний спорт. Кататися поза трасами наодинці категорично заборонено. У групі всі учасники повинні мати необхідне лавинне спорядження та вміти ним користуватися. Для катання в незнайомих регіонах або для підвищення рівня безпеки настійно рекомендується наймати професійного гіда. Гід, що добре знає місцевість, може знайти найкращий та найбезпечніший сніг, враховуючи погодні умови та рівень підготовки групи.

## Спорядження
Правильно підібране спорядження є запорукою безпеки та комфорту у фрирайді.

### Спорядження для катання
- Лижі/сноуборд для фрирайду: Зазвичай ширші за трасові моделі (з талією від 100 мм для лиж), що забезпечує кращу плавучість у глибокому снігу. Часто мають рокерну геометрію (підняті ніс та п'ята), що полегшує ініціацію поворотів у цілині[10].
- Кріплення: Для скі-туру використовуються спеціальні кріплення з можливістю звільнення п'яти для ходьби.
- Черевики: Скі-турні черевики мають режим ходьби (walk mode) для комфортного пересування вгору.
- Палиці: Телескопічні палиці зручні для скі-туру, оскільки їх довжину можна регулювати для підйому та спуску.

### Лавинне та рятувальне спорядження
Це обов'язковий набір для кожного райдера в групі:
- Біпер (лавинний трансивер) — електронний пристрій, що працює в режимі передачі сигналу та, при перемиканні, в режимі прийому для пошуку людей під снігом.
- Лавинний щуп — складна жердина довжиною 2.4-3.2 метри для точного визначення місцезнаходження та глибини залягання потерпілого.
- Лавинна лопата — металева (не пластикова) лопата, необхідна для відкопування потерпілого.
- Рюкзак: Спеціалізований рюкзак об'ємом 25-40 літрів з кріпленнями для лиж/сноуборду та швидким доступом до відділення з лавинним спорядженням. Популярними є рюкзаки з лавинними подушками безпеки (airbag-системами), які при активації надувають велику подушку, що допомагає утриматися на поверхні лавини за принципом зворотної сегрегації.
- Аптечка, рятувальна ковдра.
- Засоби зв'язку: Заряджений мобільний телефон, рація, супутниковий комунікатор.

### Одяг та інше
- Одяг: Використовується принцип трьох шарів: термобілизна, утеплюючий шар (фліс, пух), верхній шар (мембранна куртка та штани, що захищають від вітру та вологи). Одяг має бути яскравого кольору.
- Шолом та маска: Шолом є обов'язковим. Маска захищає очі та покращує видимість, бажано мати запасну або змінні лінзи для різної погоди[5].
- Навігація: GPS-навігатор або смартфон з картами, компас.

## Змагання
Професійний фрирайд представлений світовою серією змагань — Freeride World Tour (FWT), яка з 2023 року проходить під егідою Міжнародної федерації лижного спорту (FIS).
Судді оцінюють виступ райдерів за п'ятьма критеріями, що в сумі дають 100 балів:
1. Лінія спуску (Line): Складність, оригінальність та креативність обраного маршруту.
2. Контроль (Control): Впевненість та стабільність катання. Падіння значно знижують оцінку.
3. Плавність (Fluidity): Безперервність та висока швидкість руху без невиправданих зупинок.
4. Стрибки (Jumps): Кількість, амплітуда, стиль та чистота приземлення стрибків з природних перешкод (скелі, карнизи).
5. Техніка (Technique): Якість виконання поворотів та загальна технічна майстерність.

Система змагань має пірамідальну структуру:
1. FWT Qualifiers — відкриті кваліфікаційні змагання (1-4 зірки) для всіх охочих.
2. FWT Challengers — етап для найкращих райдерів з кваліфікацій, де розігруються путівки до світового туру.
3. Freeride World Tour — елітний тур для найкращих спортсменів світу.

## Фрирайд в Україні
Українські Карпати є головним осередком розвитку фрирайду в Україні. Найбільш сприятливий сезон триває з кінця січня до кінця лютого, хоча на окремих високогірних локаціях сніг може лежати до квітня-травня.

### Свидовецький хребет (Драгобрат)
Драгобрат вважається «меккою» українського фрирайду завдяки унікальному мікроклімату, що забезпечує стабільний та глибокий сніговий покрив, та різноманітному рельєфу.
- Локації: гори Стіг (зворотний бік, т. зв. «Застіжжя»), Перший, Другий та Третій Жандарми, Близниці, лісові зони, відомі як «Брітіш Коламбіа»[5][6].
- Логістика: Найближча залізнична станція — Ясіня. Звідти до курорту (7-12 км бездоріжжя) добираються на позашляховиках (ГАЗ-66, УАЗ).
- Інфраструктура: Велика кількість готелів («Пролісок», «Оріян», «Адреналін», «У Журавля»), прокат скі-турного спорядження, кілька операторів підйомників («Вершина Карпат», «Карпатська чайка», «ТК Драгобрат», «Оаза») з окремими скі-пасами. Розвинений кетскіїнг — єдина локація в Україні з регулярними фрирайд-турами на ратраках[6][14].

### Полонина Боржава (Пилипець, Подобовець)
Полонина Боржава приваблює фрирайдерів якісним снігом та різноманітними спусками, включаючи катання лісом та широкими полями.
- Локації: гори Гемба, Великий Верх, Магура-Жиде[5].
- Логістика: Найближча залізнична станція — Воловець. Звідти до курортів Пилипець (12 км) та Подобовець (10 км) можна доїхати таксі або рейсовим автобусом[6].
- Особливості: Боржава відома своїми густими туманами, через що зростає ризик втрати орієнтації. Зворотні (південні) схили є небезпечними, оскільки всі струмки ведуть у віддалене село Березники[6].

### Мармароський масив
Мармароський масив («Гуцульські Альпи») — район для дикого, експедиційного фрирайду.
- Локації: Піп Іван Мармароський, полонина Лисича, південно-східні схили хребта[6].
- Логістика: Доступ до району вимагає реєстрації у прикордонній службі в с. Ділове. Звідти — 12 км пішого переходу (або на скі-турі) до рятувального притулку Marmoros Rescue Hut на полонині Струнги[5].
- Особливості: Повна відсутність інфраструктури. Катання вимагає високого рівня фізичної підготовки, навичок скі-туру та скі-альпінізму. Спуски тут довгі, складні (до 45°), з елементами альпінізму (використання льодорубів, мотузок)[6].

### Чорногірський хребет
Чорногора — найвищий гірський масив України, що пропонує найекстремальніші та найскладніші маршрути.
- Локації: Говерла, Петрос, Ребра та Шпиці, Піп Іван Чорногірський, льодовикові кари між вершинами[13][5].
- Логістика: Підйом на Говерлу можливий з т/б «Заросляк» (трансфер з Ворохти) або з с. Козьмещик (трансфер з Лазещини).
- Особливості: Високогір'я, круті схили (до 40°), скельні виступи, карнизи та висока лавинна небезпека. Катання на Чорногорі вимагає експертного рівня підготовки, досвіду зимових сходжень та супроводу досвідчених гідів[5].

## Фрирайд у культурі
Фрирайд надихнув на створення численних фільмів, які демонструють красу гір та майстерність райдерів. Деякі з найвідоміших стрічок:
- «The Art of Flight» (2011) — вважається одним із найвпливовіших фільмів про сноубординг, з Тревісом Райсом у головній ролі[15].
- «Frozen Mind» (2018) — фільм про фрирайдера Віктора Де ле Рю та його спуски в Шамоні[15].
- «28 Winters: a Story about Nitro Snowboards» (2018) — документальний фільм про історію сноубордингу та одного з найстаріших брендів[15].
- «Stronger» (2017) — командний фільм від Union Bindings з провідними райдерами світу[15].

## Галерея

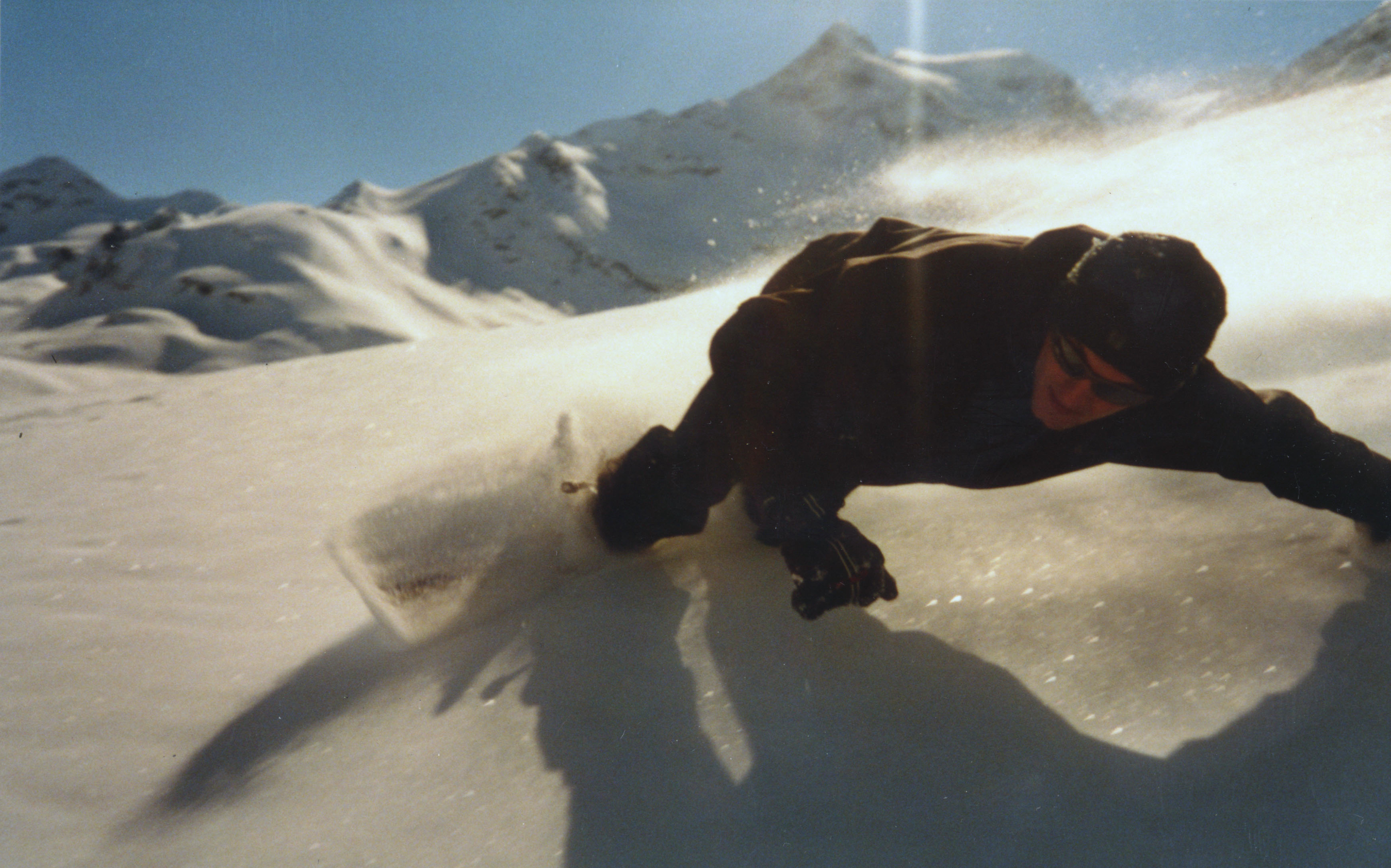
Сноубордист у глибокому снігу («паудері»)
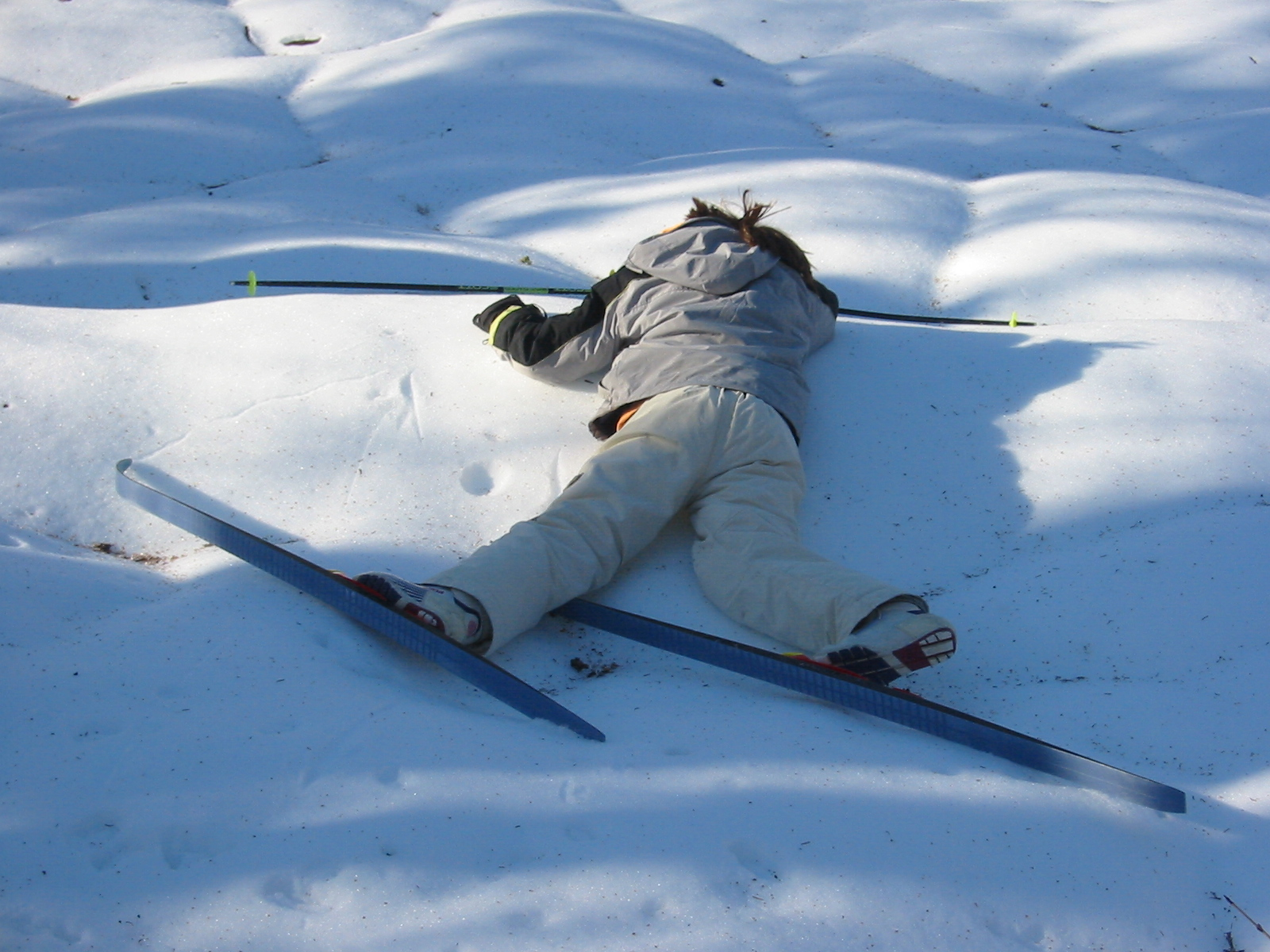
Падіння на лижах у беккантрі, Аляска
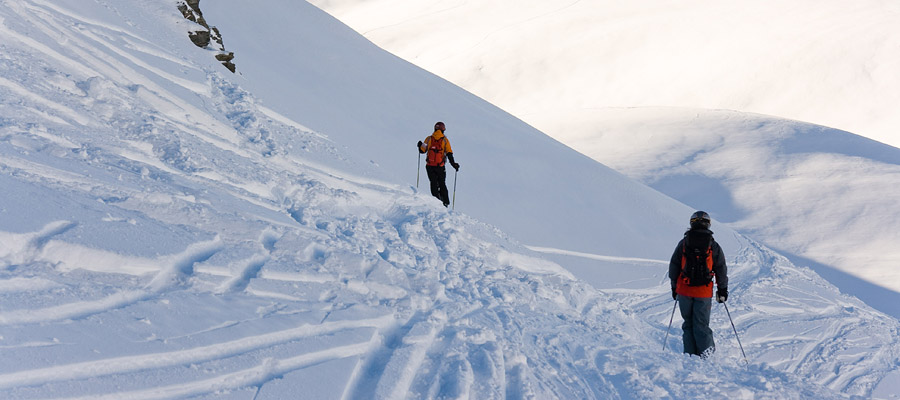
Фрирайд у Лез-Арк, Франція
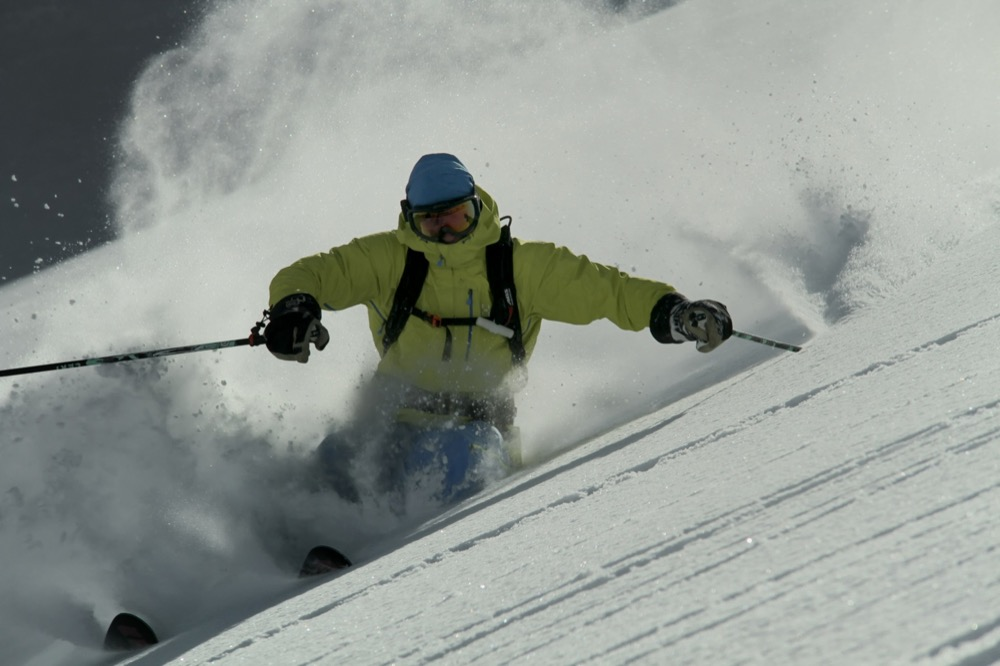
Гіди-лижники у Леху, Австрія
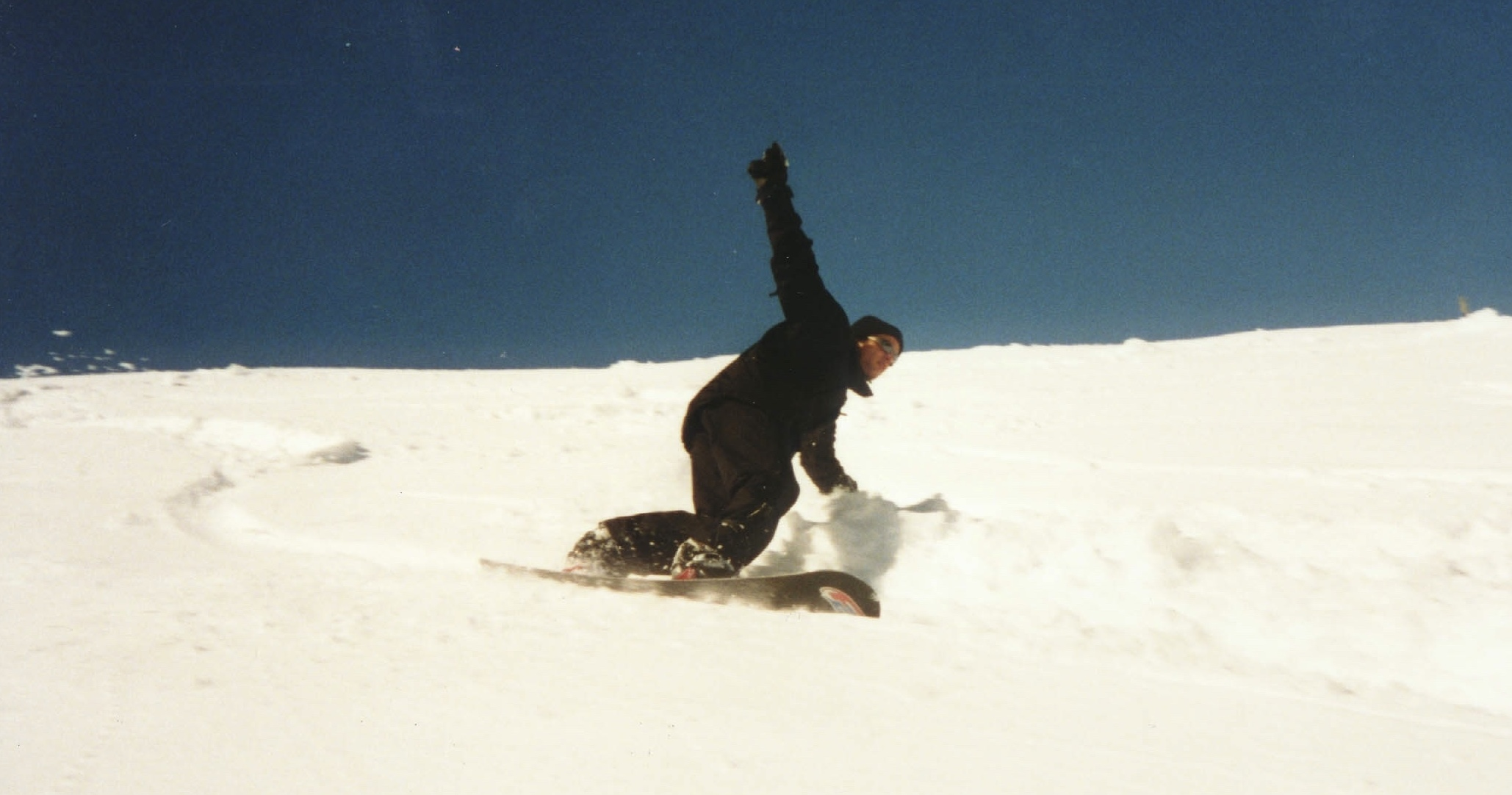
Сноубордист-фрирайдер в Аксамер-Ліцум, Австрія
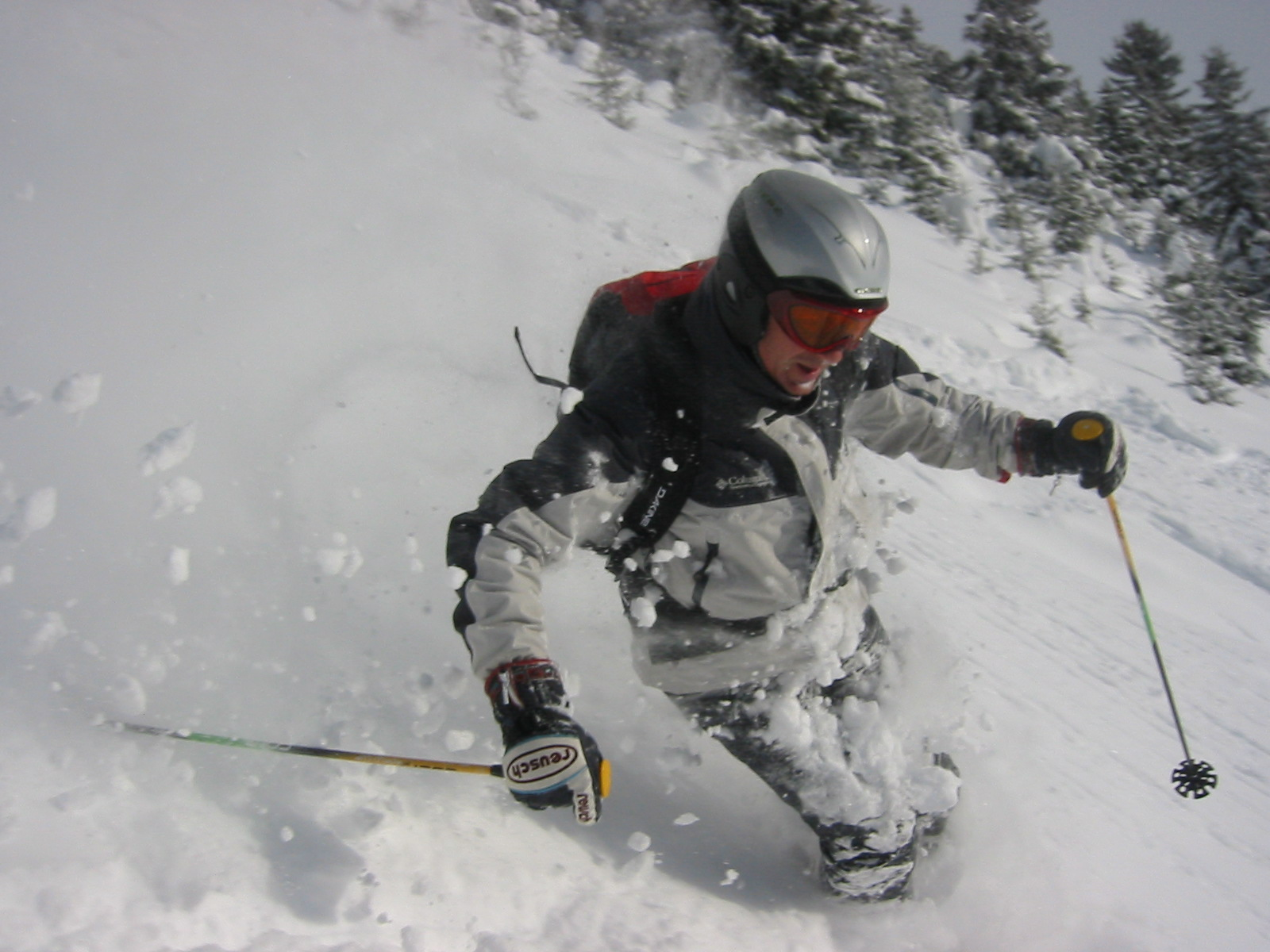
Гірськолижний фрирайд
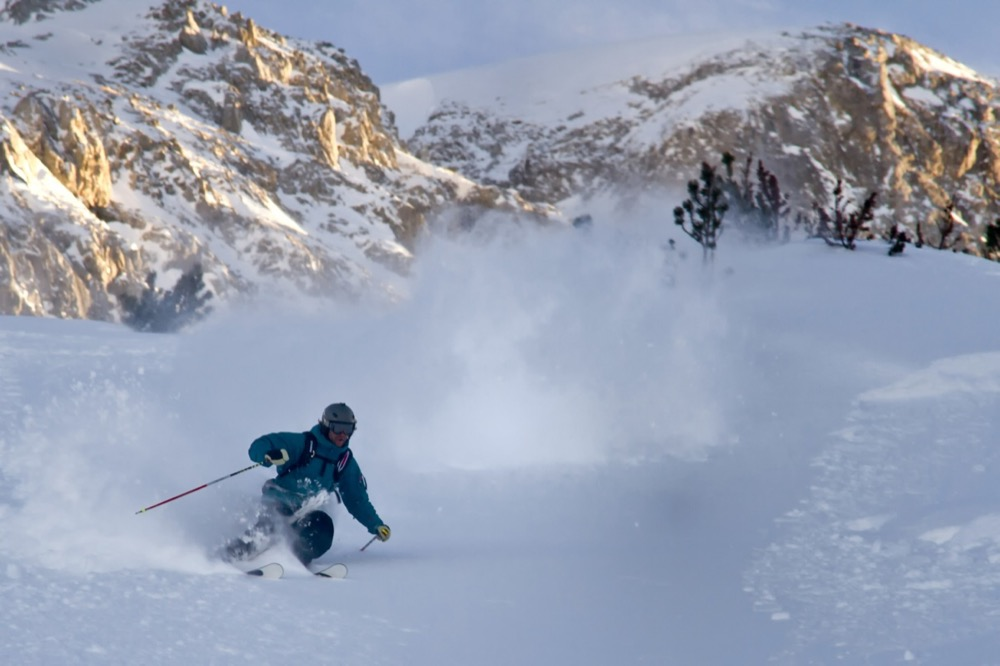
Фрирайд у Леху
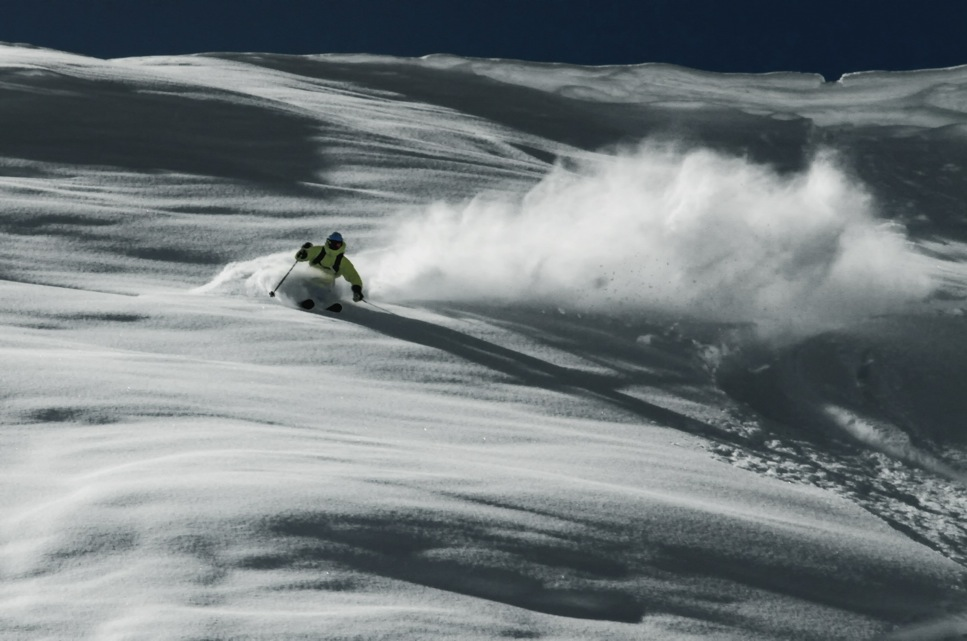
Фрирайд в Арльберзі, Австрія
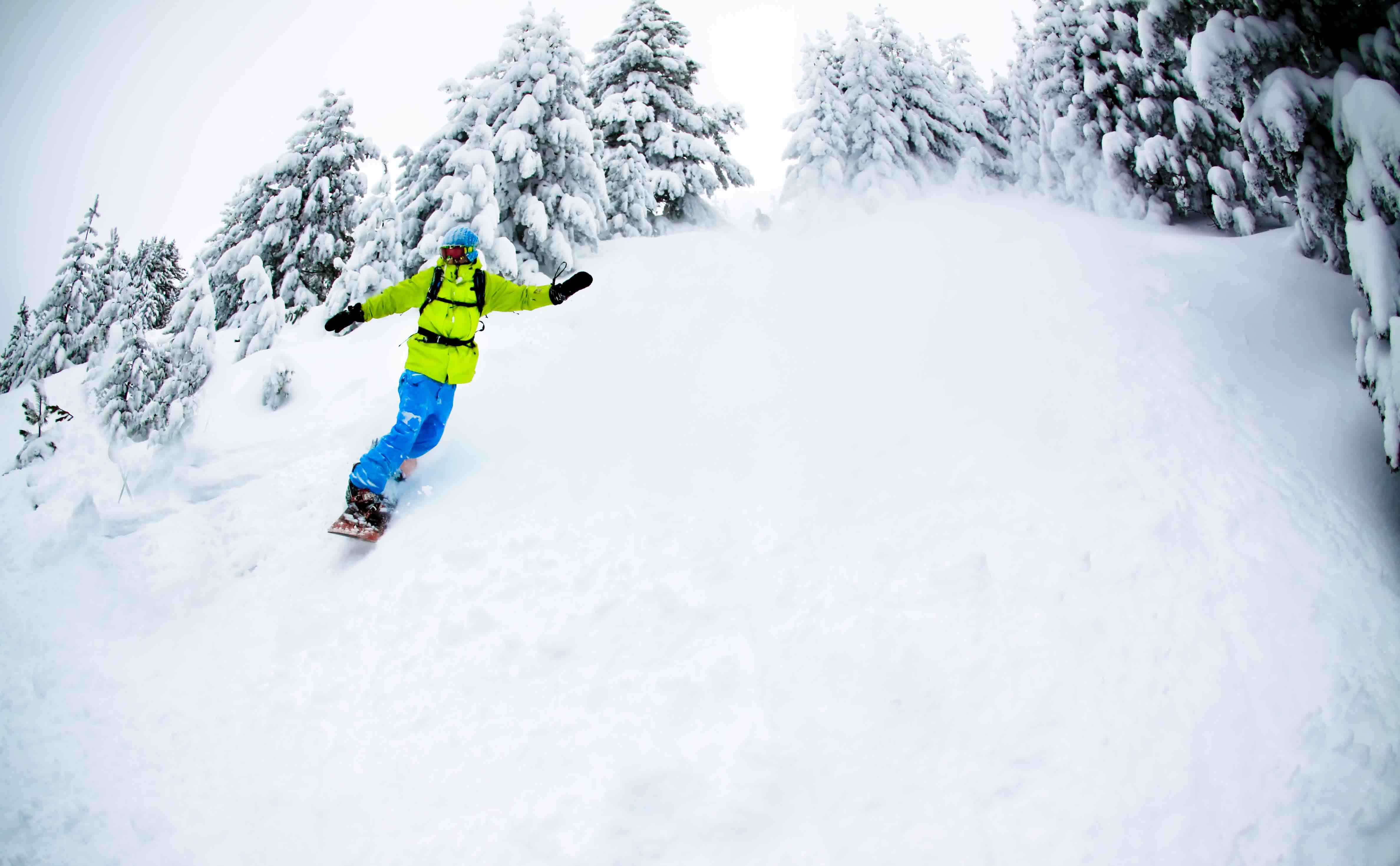
Сноубординг у Брезовиці, Косово
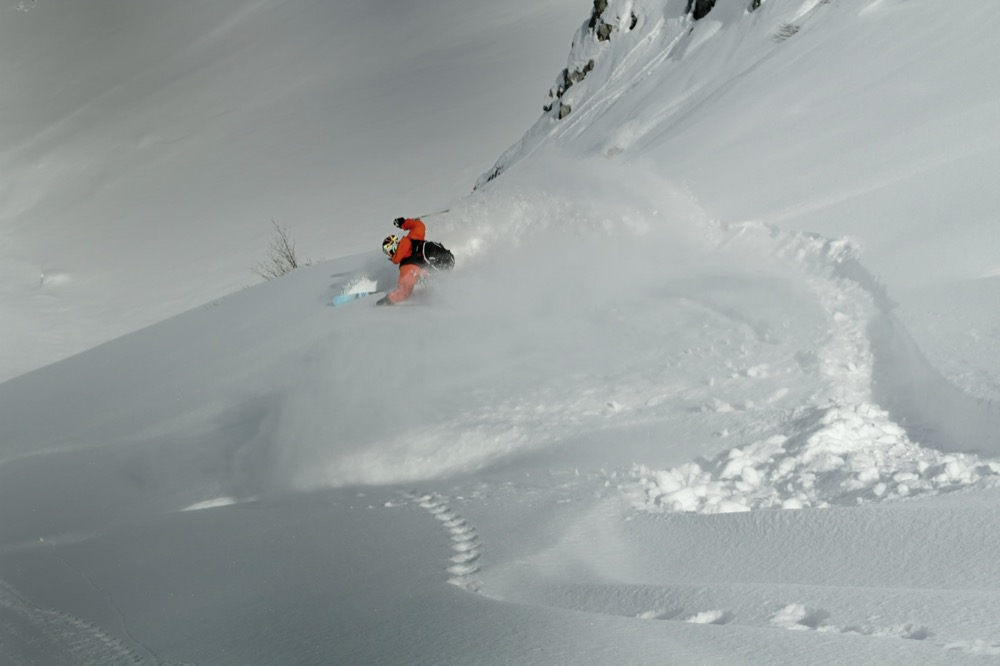
Фрирайд у Лех-ам-Арльберг
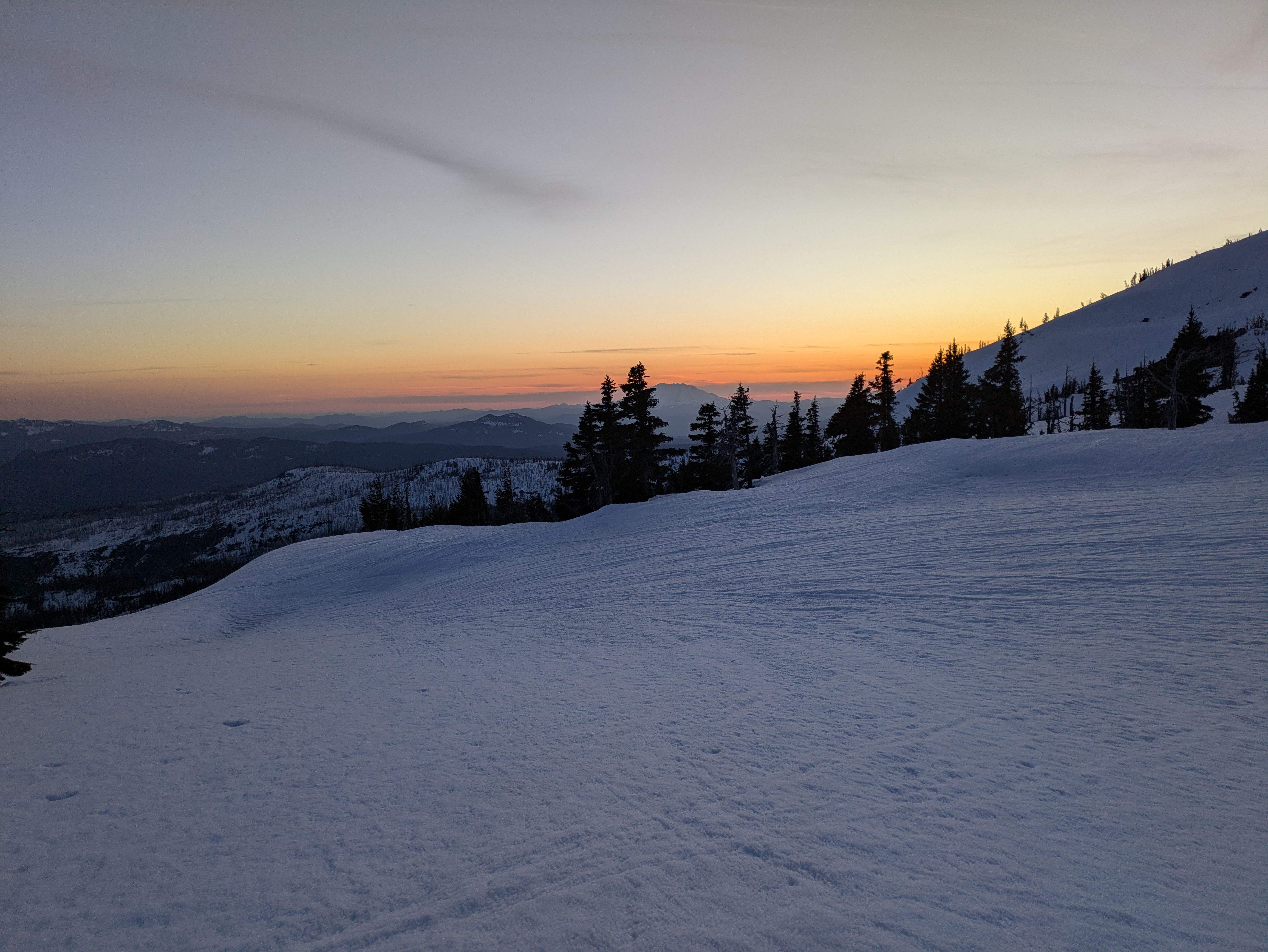
Скі-тур на горі Адамс, США
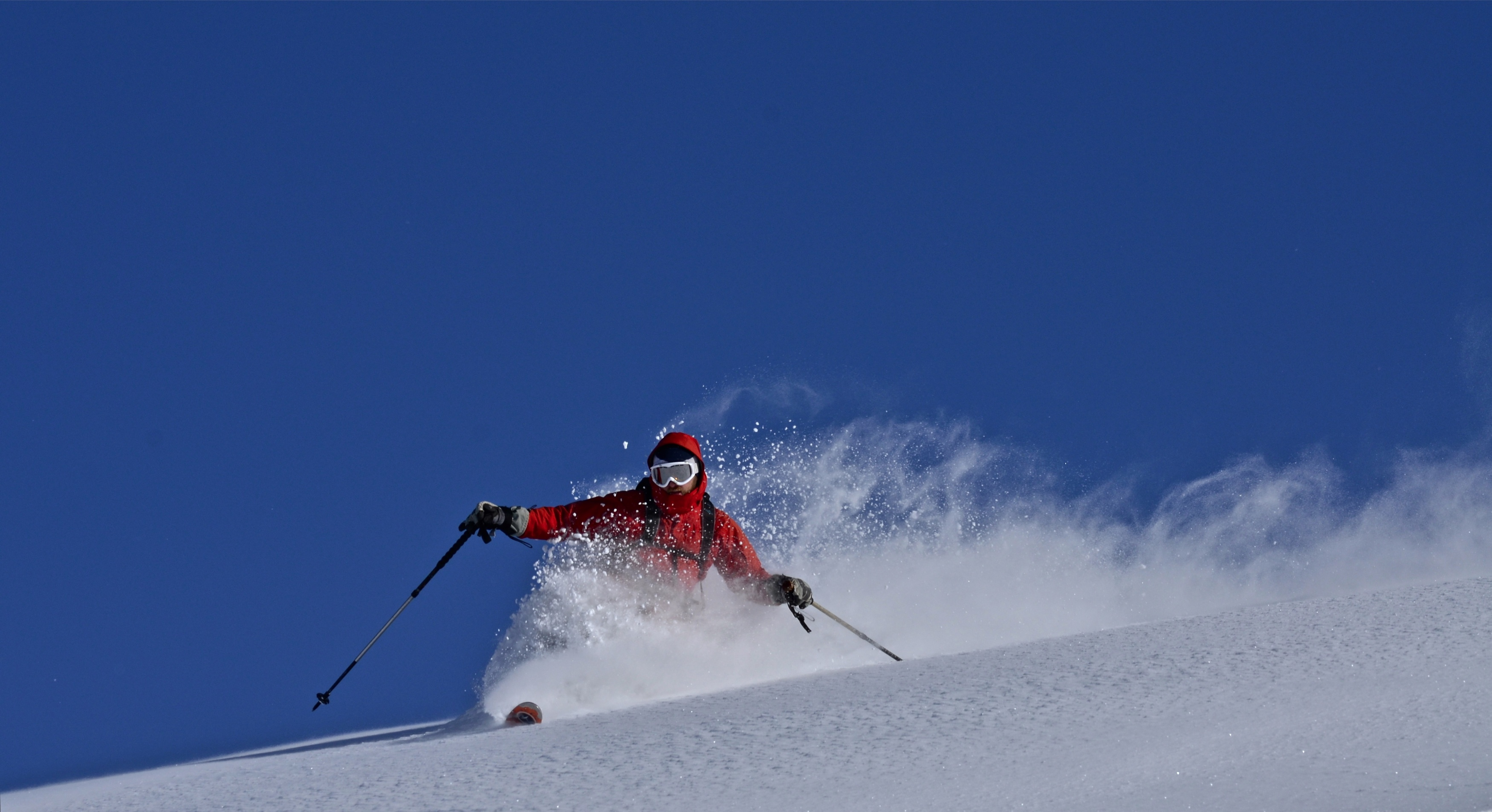
Телемарк у Піренеях
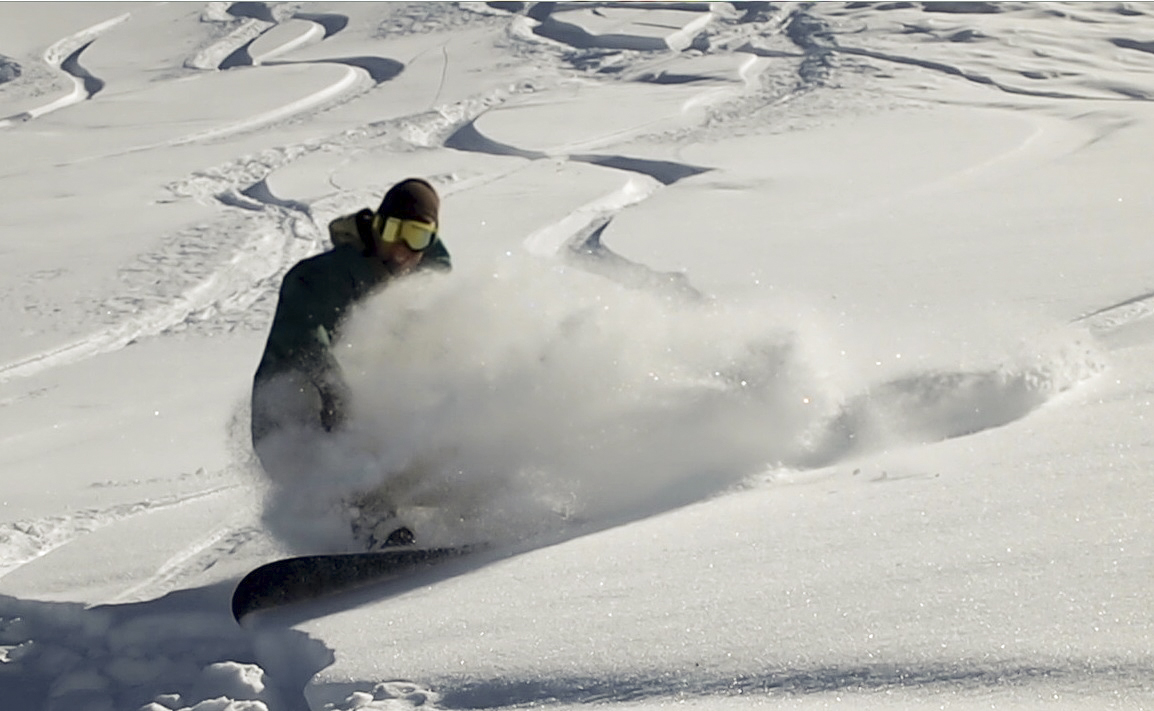
Поворот у цілині
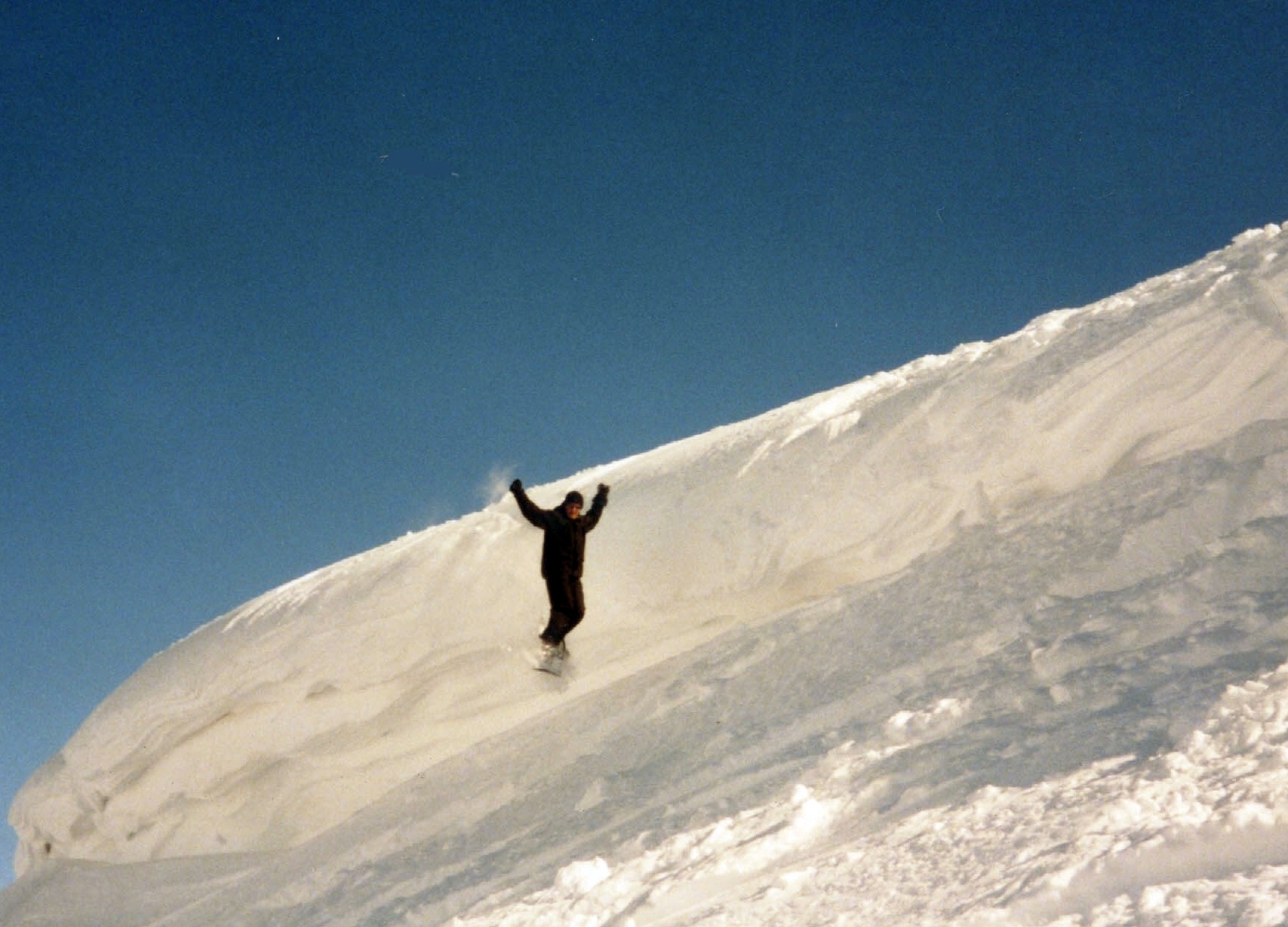
Стрибок сноубордиста з шестиметрового карнизу
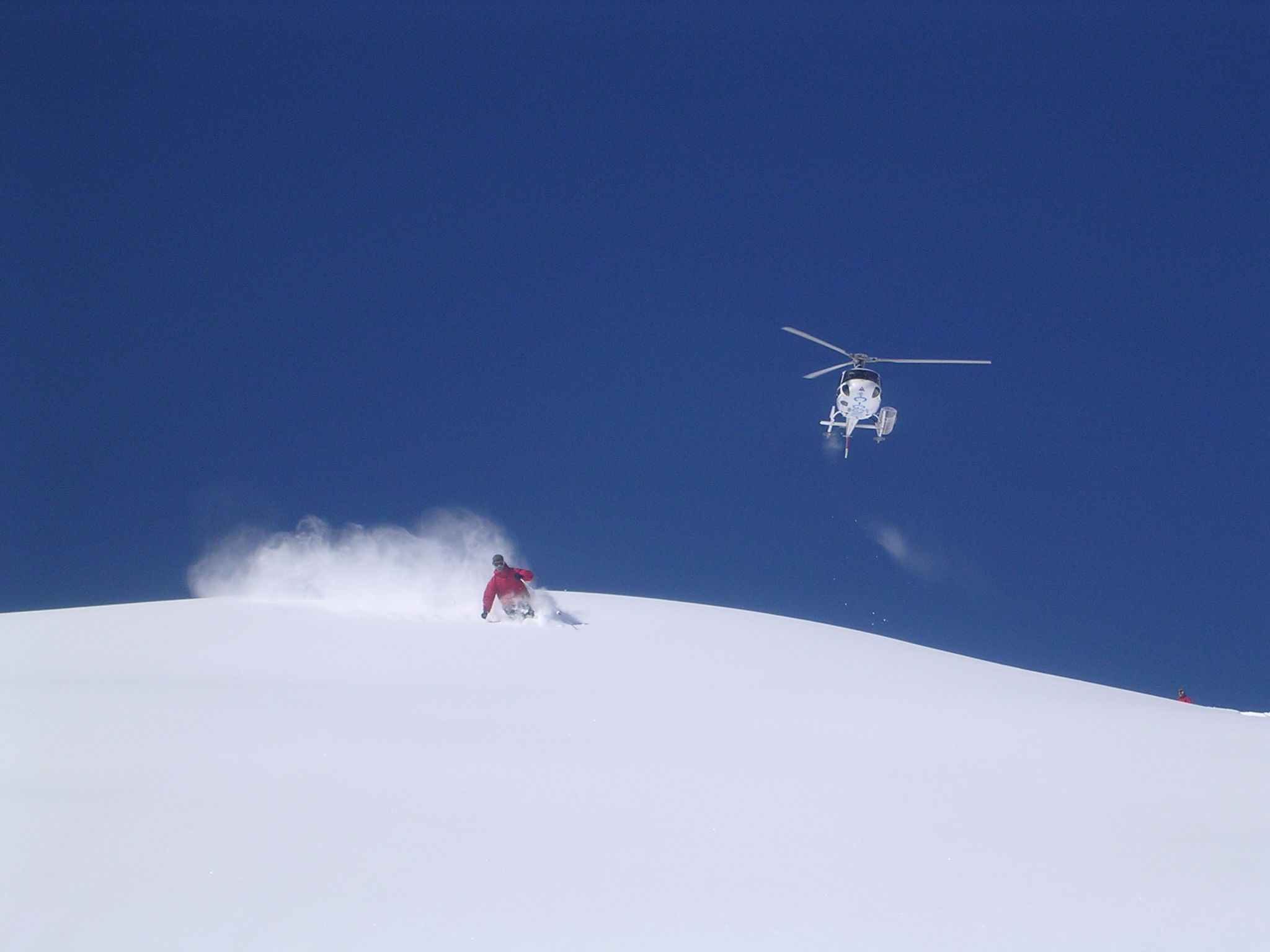
Хелі-скі у Кромвелі, Нова Зеландія
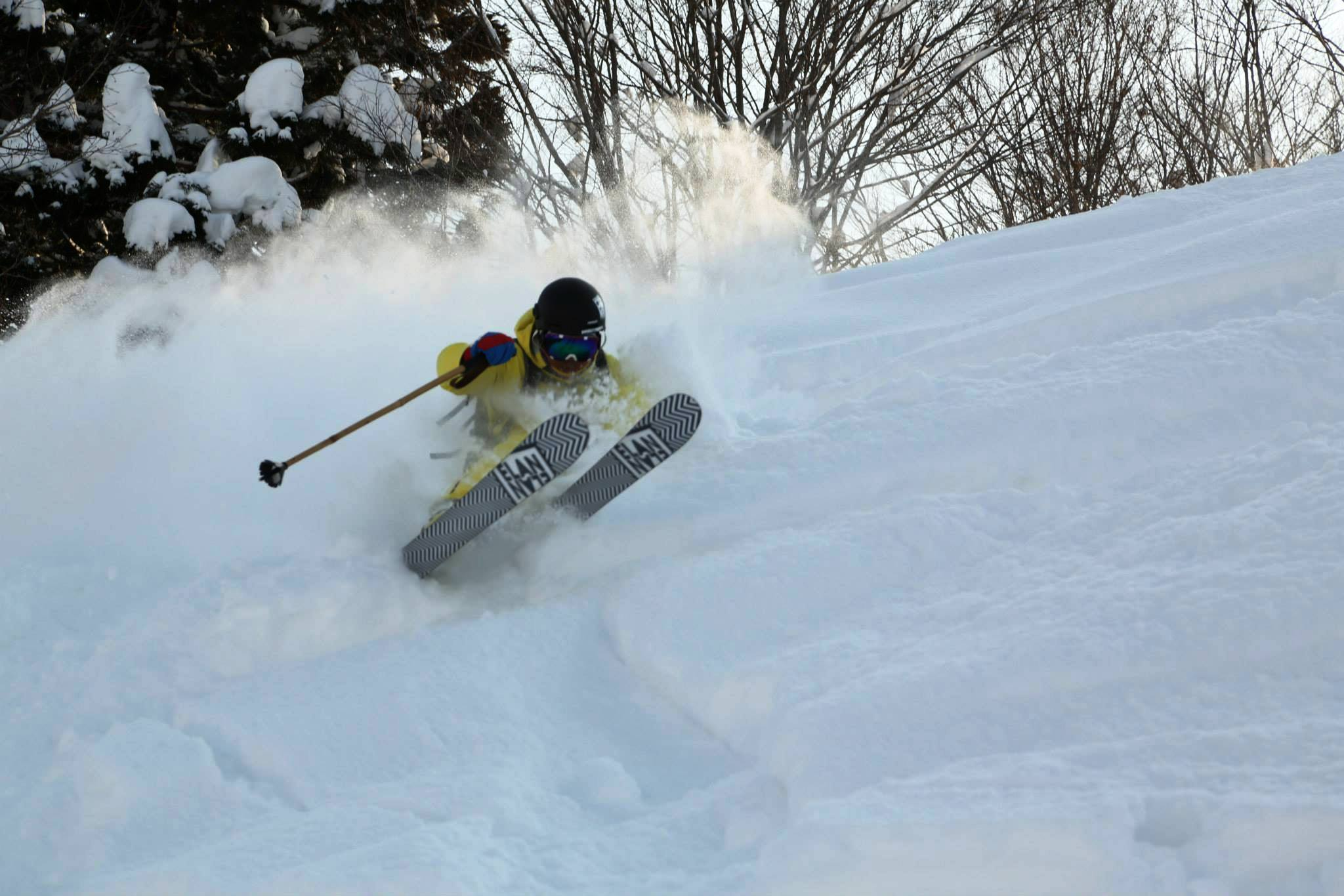
Фотосесія фрирайдера Йосуке Нампо